# Санаев, Нурислам Валентинович
Артас Валентинович Санаа (тув. Артас Валентин оглу Санаа, род. 9 февраля 1991, Чадан, Тувинская АССР), впоследствии Нурислам Валентинович Санаев (тув. Нурислам Валентин оглу Санаа) — казахстанский борец вольного стиля тувинского происхождения, бронзовый призер Олимпийских игр в Токио 2021 года, серебряный призёр чемпионата мира 2018 года, бронзовый призёр чемпионата мира 2019 года, чемпион Азии. Выступает за Актюбинскую область Казахстана.

## Биография
Родился в 1991 году в Чадане (Тыва, Россия). В 2012 году дебютировал в международном турнире им. И. Ярыгина и занял 3 место. В составе сборной России участвовал в престижных международных турнирах, завоевывая на них серебряные медали.
В 2014 году по результатам международного турнира на призы Динмухаммеда Кунаева между федерациями Казахстана и России было заключено соглашение о выступлении Артаса Санаа за сборную Казахстана. В 2015 году он стал бронзовым призёром Кубка президента Казахстана, а также занял 5-е место на чемпионате мира, завоевав для Казахстана единственную лицензию на Олимпийские игры 2016 года.
Перед выступлением в составе сборной Казахстана на Олимпиаде в Рио-де-Жанейро Артас Санаа, находившийся к тому моменту на 8-м месте во всемирном рейтинге, принял ислам и сменил имя и фамилию на казахские, и стал Нурисламом Санаевым, однако на самой Олимпиаде смог занять лишь 12-е место. В 2017 году завоевал бронзовую медаль чемпионата Азии, а в 2018 году стал чемпионом Азии.
В 2018 году в Будапеште на чемпионате мира уступил в финале российскому спортсмену Зауру Угуеву и завоевал серебряную медаль.
В 2019 году в Нур-Султане на чемпионате мира завоевал бронзовую медаль.
В 2021 году получил золотую медаль в категории 57 кг на Matteo Pellicone Ranking Series 2021. На Олимпийских играх в 2021 году дошёл до полуфинала, где проиграл индийскому спортсмену Рави Кумару Дахии. Во время этого боя в попытке выбраться из захвата Санаев укусил противника за бицепс правой руки. Санаева многие осудили за подобное поведение, но официальных последствий не было, UWW сочла укус «непроизвольной реакцией». 

## Награды
- Орден «Курмет» (13 августа 2021 года, Казахстан)[6]
- Медаль Республики Тыва «За заслуги перед Республикой Тыва» — «Тыва Республиканын Мурнынга Ачы-Хавыяазы Дээш» (23 августа 2024 года, Республика Тыва, Россия)[7]